# أخوند ملا محمد الكاشاني

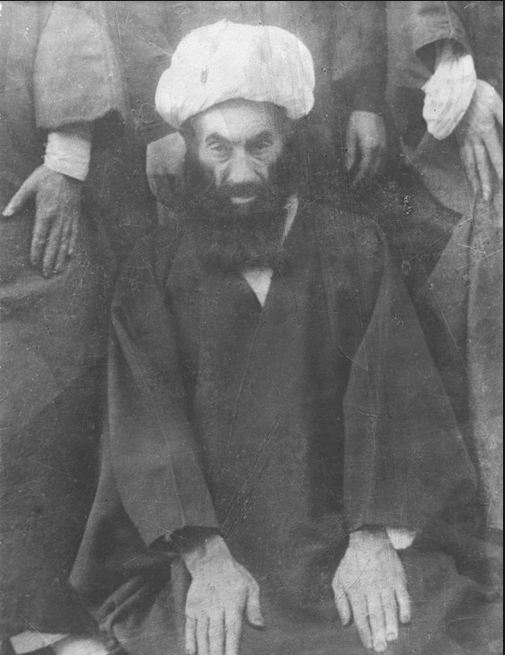
أخوند ملا محمد الكاشاني

أخوند ملا محمد الكاشاني (الفارسية: آخوند ملا محمد کاشانی) كان صوفيًا وفيلسوفًا وحكيمًا وعالمًا شيعيًا في القرن التاسع عشر. كان مُعلمًا للفلسفة والتصوف.

## الحياة
وُلد أخوند الملا محمد الكاشاني عام 1834 في كاشان. في مكان تاريخ ميلاده وعمر ميلاده لم يذكره خلال 84 سنة من حياته. وبحسب السيد جلال الدين هماي، فقد كان هو وجهانجير خان قشقاي معروفين كأستاذين متميزين في الفلسفة والفقه والأدب والفقه. قام بالتدريس لمدة خمسين عامًا، وتربى على يد طلاب متميزين في مجالات العلوم الفكرية والتقليدية. تُوفي في 3 تموز 1915 في أصفهان ودُفن في تخت فولاذ [الإنجليزية].